# The Unforgettable Fire (пісня)
The Unforgettable Fire—це друга пісня рок-гурту, U2, яка була випущена в квітні 1985, року. Вона досягнула 6-го, місця в UK Singles Chart, і 1-го, в Irish Singles Chart. Пісня входить в студійний альбом The Unforgettable Fire, вона виконувалась на концертах в період 1984, року.